# NGC 4456
NGC 4456 (другие обозначения — ESO 441-30, IRAS12252-2949, PGC 40925) — спиральная галактика (Sbc) в созвездии Гидры.
Этот объект входит в число перечисленных в оригинальной редакции «Нового общего каталога». Галактика открыта Джоном Гершелем 30 марта 1835 года.
В 1995 году в галактике зарегистрирована вспышка  сверхновой, получившей обозначение SN 1995S. Её пиковая видимая звездная величина составила 17,5m.